# Mammoth Glacier
Der Mammoth Glacier ist ein Gletscher in der nördlichen Wind River Range im Westen des US-Bundesstaates Wyoming. Er liegt in einem Kar unmittelbar westlich der kontinentalen Wasserscheide am Hauptkamm der Gebirgskette auf ca. 3700 m Höhe unterhalb von des Mount Woodrow Wilson im Osten, den Twin Peaks im Süden und des Split Mountain im Westen. Der Gletscher befindet sich innerhalb der Bridger Wilderness des Bridger-Teton National Forest und liegt östlich des flächenmäßig deutlich kleineren Baby Glacier sowie westlich des durch die kontinentale Wasserscheide getrennten Dinwoody Glacier. Der Mammoth Glacier ist nach dem Gannett Glacier und dem Continental Glacier der flächenmäßig drittgrößte Gletscher der Wind River Range sowie der größte, der sich westlich des Hauptkamms befindet. Zusammen mit einigen umliegenden Gletschern, die sich beidseitig des Hauptkamms der Wind River Range verteilen, bildet der Mammoth Glacier die größte Ansammlung von Gletschern in den US-amerikanischen Rocky Mountains.

## Lage und Beschreibung
Der Mammoth Glacier stellt im unteren Bereich einen typischen Talgletscher dar, der sich weiter oberhalb in ein breites Kar unterhalb von Split Mountain, Twin Peaks und Mount Woodrow Wilson ausweitet. Unmittelbar östlich des Gletschers verläuft mit der kontinentalen Wasserscheide im Verlauf zwischen Mount Woodrow Wilson und Gannett Peak auch die Grenze zum Einzugsgebiet des Wind Rivers. Der Mammoth Gletscher entwässert über den durch den vom Gletscher gespeisten Wells Creek in nordwestliche Richtung talabwärts bis zum Oberlauf des Green Rivers, der im Talkessel südlich des Split Mountain entspringt, und fließt über diesen in den Colorado River ab.
Im Zuge des weltweiten Gletscherschwundes geht auch der Mammoth Glacier seit den 1930er Jahren deutlich zurück. Bildaufnahmen belegen, dass der Gletscher sowohl an Fläche, als auch an Volumen verloren hat und sich die Gletscherzunge zurückgezogen hat. Während die Fläche des Mammoth Glacier im Jahr 1950 noch rund 4,01 km² betrug, verringerte sie sich bis zum Jahr 2006 auf 2,00 km².

## Geschichte
Bevor der Gletscher vom United States Geological Survey aufgrund seiner Größe den Namen Mammoth Glacier erhielt, wurde er von Bergsteigern auch als Wells Creek Glacier (aufgrund des Abflusses Wells Creek, entlang dessen die direkte Route auf den Gannett Peak führte), als Green River Glacier (als größter Gletscher in dessen Einzugsgebiet) oder als West Gannett Glacier (aufgrund seiner Lage unmittelbar südwestlich des Gannett Peak) bezeichnet.

## Belege
1. ↑  Twin Peaks - Peakbagger.com. Abgerufen am 28. Mai 2024.
2. 1 2  Ed Sherline: Mammoth Glacier. 2. Oktober 2022, abgerufen am 28. Mai 2024 (englisch).
3. 1 2  Mark H. DeVissera, Andrew G. Fountain: A century of glacier change in the Wind River Range, WY. In: Geomorphology. Band 232, 2014, S. 103–116, doi:10.1016/j.geomorph.2014.10.017 (englisch).
4. ↑  Mammoth Glacier | Natural Atlas. Abgerufen am 28. Mai 2024 (englisch).
5. 1 2  Mark F. Meier: Glaciers of the Gannett Peak-Fremont Peak Area. University of Iowa, 1951, doi:10.17077/etd.jbr57cnd.